# 冲牙器

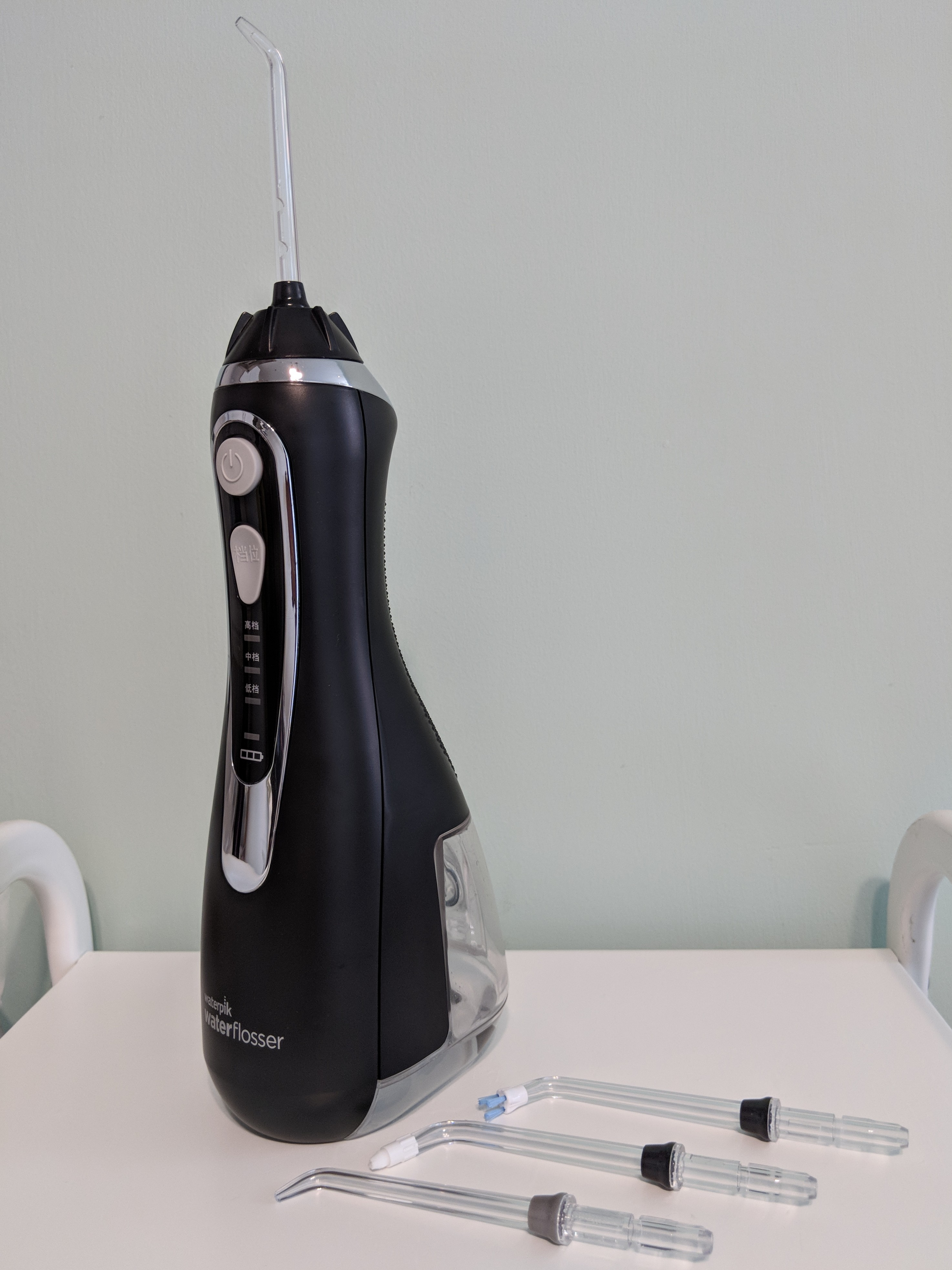
便携式冲牙器，配有数种侧重功能不同的喷头可供选择

水牙線，是一种家用的口腔清洁装置。在使用时，冲牙器喷射出脉冲水流，冲击清洁牙缝与牙龈处的牙菌斑和食物残渣。使用冲牙器可改善牙龈健康，亦有助于清洁矫正器和人工牙体。1962年，美国牙医傑拉德·莫耶（英語：Gerald Moyer）和工程师約翰·馬丁利（英語：John Mattingly）在科罗拉多州的科林斯堡发明了首台冲牙机，这也促成了洁碧公司的建立。

## 相關研究
逾五十項研究表明，沖牙器能改善牙周健康問題，如牙齦病和口臭；亦有助於人造牙冠、人工植體和矯正器的深入清潔。2008年的一項綜合分析認為，沖牙器對去除可見牙菌斑沒有幫助，但可能對牙齦健康有益。南加州大學的一項研究表明，以頻率為1200次/分钟，壓強為70psi的脈衝水流沖洗三秒，可去除目標區域內99.9%的牙菌膜。另有東京齒科大學的一項為期兩周的臨床試驗表明，比起僅用牙刷潔牙，牙刷與沖牙器並用可更好地抑制牙菌斑。

## 使用方法
水牙線推荐在刷牙后或饭后使用，以下是简要的使用步骤：
1. 使用时，预先将冲牙器的出水强度调至最低，并先向水牙線内倒入温水，也可再倒入适量漱口水。
2. 俯身在洗手池上方，使得开启水牙線后口中的水能够直接流入水池内。
3. 将喷头对准牙龈线，开启水牙線开关，调整出水强度，保证舒适。
4. 沿牙龈线横向移动喷头，且在牙缝处短暂停留。水流应始终与牙保持九十度角。
5. 冲洗完毕后，关闭水牙線开关，并将机内多余的水倒出。

## 其他用途
沖牙器雖然設計為潔齒用，但其脈衝噴水器之實質也可利用于其他用途，如去除扁桃腺結石等。